# 暖春 (映画)
『暖春』（だんしゅん）は、1965年に公開された中村登監督の日本映画。
1963年放送のNHKテレビドラマ『青春放課後』の脚色作品。

## スタッフ
- 製作 - 佐々木孟[4]
- 監督 - 中村登[4]
- 脚本 - 中村登[1]
- 原作 - 里見弴、小津安二郎[2]
- 撮影 - 成島東一郎[4]
- 音楽 - 山本直純[4]
- 挿入歌
  - ｢ひとりぼっちの母｣(詩集｢おかあさん｣より ) 作詞:サトウハチロー、作曲:山本直純、唄:太田博之[2]
  - ｢愛のとき｣ 作詞:廣瀬穣、作曲:山本直純、唄:岸洋子(キングレコード)[2]
- 美術 - 大角純一[4]
- 録音 - 松本隆司[4]
- 照明 - 田村晃雄[4]
- 編集 - 浦岡敬一[4]

## キャスト
- 岩下志麻 - 佐々木千鶴[4]
- 森光子 - 佐々木せい[4]
- 乙羽信子 - 緒方あや子[4]
- 川崎敬三 - 長谷川一郎[4]
- 有島一郎 - 緒方省三[4]
- 倍賞千恵子 - 長嶋節子[4]
- 桑野みゆき - 金子三枝子[4]
- 山形勲 - 山口信吉[4]
- 長門裕之 - 梅垣のぼん[4]
- 三ツ矢歌子 - 竹川の女将[4]
- 宗方奈美 - 長谷川京子[4]
- 呉恵美子 - 女友達啓子[4]
- 新藤恵美[2]
- 志賀真津子 - バー「リラ」のマダム[4]
- 岸洋子 - ナイトクラブの歌手[4]
- 三宅邦子 - 山口ふみ子[4]
- 太田博之 - 山口好夫[4]
- 早川保 - 金子保[4]
- 遠山文雄[2]
- 秋元栄治郎[2]
- 新城健史[2]
- 古田茂久[2]
- 平尾英人[2]
- 谷よしの[2]
- 山本多美[2]
- 村上記代[2]
- 木村美恵子[2]